# Masashi Miyamura
Masashi Miyamura (født 18. februar 1969) er en tidligere japansk fodboldspiller.
Han har spillet for flere forskellige klubber i sin karriere, herunder Avispa Fukuoka.